# حلزون زگیل‌دار
حلزون زگیل‌دار (Peronia peronii) گونه‌ای لیسه بدون صدف و دارای شش است که از شکم‌پایان نرم‌تن خانواده زگیل‌داران Onchidiidae.
این حلزون‌ها گیاه‌خوار و کمیاب‌اند.

## مشخصات
رنگ حلزون‌های زگیل‌دار خاکستری تیره و اندازه آن‌ها ۸۰–۳۰ میلی‌متر است. نمونه‌های اصلی آن‌ها تخم‌مرغی شکل و بدون صدف‌اند. شاخک واجد چشم و برجستگی زگیل‌مانند دارند.
پراکندگی آن‌ها در بسترهای صخره‌ای در ناحیه پایین جزرومدی است و بیشتر در اقیانوس هند و در کرانه‌های ماداگاسکار و موزامبیک یافت می‌شوند.
در ایران این حلزون رو می‌توان در اطراف جزایر فارو و هندورابی پیدا کرد.